# Kastell und Vicus Goedereede
Kastell und Vicus von Goedereede sind zwei benachbarte provinzialrömische Fundstellen an der niederländischen Nordseeküste, die möglicherweise in Zusammenhang stehen.

Das Kastell Goedereede-Oude Wereld (deutsch: „Gute Reede-Alte Welt“, auch vereinfacht nur Kastell Goedereede) ist ein mit hoher Wahrscheinlichkeit vermutetes, durch Küstenerosion inzwischen abgegangenes römisches Kastell vor der Küste. Es liegt bei der zur Gemeinde Goeree-Overflakkee gehörenden Ortschaft Goedereede in der Provinz Zuid-Holland.

Etwa anderthalb bis drei Kilometer südlich des untergegangenen Militärlagers befindet sich auf dem Festland der Vicus Goedereede-Oude Oostdijk (deutsch: „Alter Ostdeich“), der in der zweiten Hälfte des 20. Jahrhunderts archäologisch untersucht werden konnte.

## Kastell Goedereede-Oude Wereld
1618 wurden in Goedereede grote huizen („große Häuser“) und straten („Straßen“) an einer Stelle entdeckt, die De Oude Wereld („Die Alte Welt“) genannt wurde. Unter den dort gesammelten Funden befanden sich auch römische Münzen. Im Laufe der Jahrzehnte verschwand der Platz im Meer, sein genauer Standort ist heute unbekannt. Die Beschreibung vom Beginn des 17. Jahrhunderts weist aber darauf hin, dass sich an dieser Stelle auf jeden Fall eine größere Siedlung und mit hoher Wahrscheinlichkeit ein römisches Kastell befunden hat.
Diese Nachricht und weitere historische Daten wurden 1837 von Nicolaus Westendorp und 1843 von Benjamin Boers zusammengestellt und publiziert. Aus diesen Zusammenstellungen geht hervor, dass neben keramischem, metallischem und gläsernem Fundmaterial auch Gold-, Silber- und Bronzemünzen von Julius Cäsar, Augustus, Hadrian und Antoninus Pius gefunden wurden, sowie Ringe mit Gemmen, die Julius Cäsar, vermutlich Alexander Severus und die Göttin Minerva darstellten. Boers betonte überdies, dass auf dem Fundplatz langgestreckte, sowohl gerade als auch krumm verlaufende Straßenzüge gesehen wurden. Ferner wurde von gleichmäßig ausgerichteten Baumstämmen berichtet. Insgesamt erscheint es plausibel, dass das untergegangene Kastell eine Fläche von einigen Hektar in Anspruch genommen hat. Die Entfernung zwischen den Siedlungsplätzen Oude Oostdijk und Oude Wereld wird auf anderthalb bis drei Kilometer geschätzt, das Kastell nördlich oder nordöstlich des Vicus vermutet. Eine mit Sicherheit anzunehmende Verbindung zwischen den beiden Plätzen dürfte in dem feuchten und morastigen Gelände, in dem feste Straßen außer auf den Uferwällen nicht anzulegen waren, aus einem Wasserweg bestanden haben.
Auch das Fundmaterial aus dem nahe gelegenen Vicus Goedereede-Oude Oostdijk (siehe weiter unten) deutet in die Richtung einer militärischen Präsenz in der unmittelbaren Umgebung des Vicus, enthielt es doch neben großen Mengen britannischer Importkeramik auch einen gewissen Anteil ausgeprägt militärischen Charakters. Darunter befanden sich Dachziegel des Exercitus Germania inferioris (Niedergermanisches Heer) und der Classis Germanica pia fidelis (Germanische Flotte mit den Beinamen die Fromme und Treue), sowie insbesondere eine Reibschale mit dem Graffito [C]ONT CASSI (contubernio Cassi, Stubengemeinschaft des Cassus) und das Fragment einer Lorica hamata (Kettenhemd).

## Vicus Goedereede-Oude Oostdijk

### Forschungsgeschichte
Das Gelände des Vicus Goedereede-Oude Oostdijk wurde erstmals von Jan Adriaan Trimpe Burger (1923–2008), dem damaligen Provinzialarchäologen von Zeeland, erforscht und in zwei Ausgrabungskampagnen 1958/1959 und 1982/1983 ausgegraben. Auslöser der ersten Kampagne war eine Hochwasserkatastrophe des Jahres 1953, die letztlich zu umfangreichen Flurbereinigungs- und Neubaumaßnahmen führten, in deren Zusammenhang die archäologische Untersuchungen stattfanden. Nachdem die Fundstelle 1974 einen vorläufigen Monumentenstatus erhalten hatte, war es wieder Trimpe Burger, der dafür sorgte, dass er noch vor dem Erreichen seiner Pensionsgrenze 1982/1983 persönlich eine zweite Grabungskampagne durchführen konnte. Die Erstellung einer vollständigen Dokumentation noch zu seinen Lebzeiten sollte ihm jedoch versagt bleiben. In den Jahren 2010/2011 schließlich wurde in Kooperation zwischen der Universität Leiden und dem archäologischen Beratungsunternehmen Hazenberg Archeologie das Forschungsprojekt Goedereede-Oude Oostdijk: een Romeinse handelsplaats (Goedereede-Oude Oostdijk: ein römischer Handelsplatz) aufgelegt, das die älteren Untersuchungen neu bewertete.

### Lage und Topographie
Der Fundort befindet sich rund 200 Meter nördlich von Goedereede, an der Ostseite des Klaversewegs, südlich des Romeinsewegs und nordwestlich des Hoofddijks. Die Landschaft in römischer Zeit war eine hinter den Strandwällen gelegene, von Bächen, kleinen Flüssen und Prielen durchzogene und von Salzwiesen bedeckte Ebene, die durch die Gezeitenwirkung dem Meer gegenüber relativ offen blieb. An einem der Bach- und Flussläufe, mit einer Breite von immerhin 16 Metern, entstand der Vicus. Der gewachsene Untergrund besteht aus marinem Lehm, der von einer Torfpackung (Hollandveen Laagpakket) bedeckt ist, auf der wiederum Meeressedimente aus abwechselnden Sand- und Lehmschichten liegen.

### Beschreibung
Der Ursprung der Siedlung in der zweiten Hälfte des ersten Jahrhunderts bestand wahrscheinlich in einem kleinen Dorf, dessen Bewohner ihren Lebensunterhalt mit Fischfang und Salzgewinnung bestritten. Mit zunehmendem Handel erhöhte sich der Wohlstand und diversifizierten sich die ökonomischen Aktivitäten der Vicani. Der Ort entwickelte sich zu einem wichtigen Umschlagplatz, der Germanien, Gallien und die iberische Halbinsel mit Britannien verband. Das Ufer des den Vicus passierenden Baches wurde an der Ortsseite, an der sich strömungstechnisch bedingt ohnehin die tiefste Stelle des Gewässers befand, mit Balken befestigt und zu einem regelrechten Kai ausgebaut. Die Bodenoberfläche wurde ausgeglichen und befestigt, so dass Verladearbeiten und die Errichtung von Lagergebäuden und Stapelplätzen möglich wurden. Über die natürlichen Fließgewässer und die Gezeitenrinnen war dieser Hafen mit den Schifffahrtsrouten vor der Nordseeküste und vermutlich auch mit Binnenschiffahrtsrouten verbunden. Aus archäologischer Sicht gilt Goedereede-Oude Oostdijk mit seiner geschätzten Fläche von viereinhalb Hektar als einer der größten Fundorte der westniederländischen Küstenregion.
Bei den Untersuchungen konnten insgesamt 14 Gebäudegrundrisse identifiziert werden, die verschiedenen so genannten Gebäudeclustern zugeordnet wurden. Ein Gebäudecluster bezeichnet dabei einen Bauplatz mit unterschiedlichen Bauperioden und entsprechend unterschiedlichen, differenzierbaren Hausgrundrissen. Insgesamt ließen sich innerhalb der Siedlung fünf Bauphasen differenzieren:
- Phase I: 80–100
- Phase II: 100–125
- Phase III: 125–150
- Phase IV: 150–175
- Phase V: nach 175

Die früheste Besiedlung bestand hauptsächlich aus Gebäuden, die auf lokale Bautraditionen zurückgingen. Es handelt sich dabei um Holzkonstruktionen mit Wänden aus Flechtwerk und Lehm sowie Dächern aus Schilf oder Stroh. Auffallend häufig fehlen dachtragende Innenpfosten, so dass die Dachkonstruktionen möglicherweise ausschließlich auf den Außenwänden ruhten. Spätere Bauwerke (ebenfalls noch aus Holz und Lehm sowie mit Dächern aus organischem Material) basierten hauptsächlich auf römischen Bautraditionen, darunter die Gebäude, denen eine Funktion als Lagerhalle oder Horreum zugewiesen wurde. Die Entwicklung von einer Siedlung mit Gebäuden lokaler Tradition zu einer Siedlung mit Gebäuden in römischer Bauweise muss mehrere Jahrzehnte in Anspruch genommen haben. Die römischen Gebäude ließen sich der Mitte des zweiten Jahrhunderts zuweisen. Danach scheint sich der Siedlungsschwerpunkt allmählich vom Nordufer des Flüsschens nach Süden verschoben zu haben. Dabei ergab sich eine neuerliche Änderung der Bauweise: an Stelle der bisher lehmverputzten Holzgebäude traten im dritten Jahrhundert steinerne Bauten, was sich in entsprechenden Funden von Naturstein- und Dachziegelmaterial widerspiegelt. Bei einigen Gebäuden der Siedlung konnten Brandspuren nachgewiesen werden. Da es räumlich getrennte Brandstellen sind, muss es sich ursächlich um mehrere getrennte Brände und nicht um eine flächendeckende Zerstörung handeln. Auch das Ende der Besiedlung war nicht von Feuer begleitet, so dass von einem friedlichen Ende des Vicus im Laufe des dritten Jahrhunderts ausgegangen werden kann.

### Fundmaterial
Bei den Ausgrabungen am Oude Oostdijk wurden große Mengen an Fundmaterial sichergestellt und Bodenproben für archäobotanische Untersuchungen genommen, die wichtige Informationen zu Geschichte, Struktur, Funktion und Datierung des Vicus lieferten. Das umfangreiche Material soll hier nur schwerpunktmäßig vorgestellt werden.

#### Keramik
Insgesamt wurden 696 Scherben reliefverzierter Terra Sigillata gefunden, der Großteil davon besteht aus Schalen vom Typ Drag. 37. Vereinzelt wurden auch Fragmente von Drag. 29 und 30 geborgen. Vor allem südgallische Ware ist stark vertreten. Dazu gehören die Produktionszentren La Graufesenque und Banassac. Die ältesten Fragmente stammen aus den Jahren 70 bis 75, die jüngsten können in das frühe zweite Jahrhundert datiert werden. Produkte aus Lezoux stammen vom Ende des ersten bis zum Ende des zweiten Jahrhunderts. Ferner findet sich Ware aus Trier (zweite Hälfte des zweiten bis erste Hälfte des dritten Jahrhunderts), Sinzig und Rheinzabern (Mitte des zweiten bis Anfang des dritten Jahrhunderts). Darüber hinaus gab es ein relativ breites Fundspektrum unverzierter TS-Typen, davon 125 mit Töpferstempeln, die in die Zeit zwischen dem Jahr 70 und dem Beginn des dritten Jahrhunderts datiert werden konnten.

Bemalte Keramik liegt hauptsächlich in der Form von Trinkbechern vor, ihre Datierung umfasst den Zeitraum vom Ende des ersten bis zum Ende des zweiten Jahrhunderts. Metallglanzware fand sich, abgesehen von etlichen Fragmenten von der Südseite des Baches, in Form zweier Becher der Typen Niederbieber 31 und 33.

#### Münzen
Während der Ausgrabungskampagnen wurden 31 römische Münzen geborgen, die im Jahr 2000 um 26 weitere ergänzt wurden, die ein „Amateurarchäologe“ mittels eines Metalldetektors auf dem Gelände gesammelt hatte. Von diesen insgesamt 57 Münzen konnten 28 näher bestimmt werden:
| Nominal           | Prägung                        | Datierung | Kampagne  |
| As                | Divus Marcus Vipsanius Agrippa | 37–41     | 2000      |
| Sestertius        | Caligula                       | 39–40     | 2000      |
| As                | Claudius                       | 41–54     | 2000      |
| As                | Nero                           | 62–68     | 2000      |
| Dupondius         | Nero                           | 62–68     | 2000      |
| As                | Vespasianus                    | 69–79     | 2000      |
| Dupondius         | Vespasianus                    | 69–79     | 2000      |
| Dupondius oder As | Vespasianue oder Titus         | 69–81     | 1982/1983 |
| Sestertius        | Divus Augustus Nerva           | 98        | 2000      |
| Dupondius         | Marcus Ulpius Traianus         | 98–103    | 1982/1983 |
| Dupondius         | Marcus Ulpius Traianus         | 98–117    | 2000      |
| As                | Hadrianus                      | 117–138   | 2000      |
| As                | Hadrianus                      | 117–138   | 2000      |
| Denarius          | Hadrianus                      | 117–138   | 2000      |
| Denarius          | Hadrianus                      | 117–138   | 2000      |
| Sestertius        | Hadrianus                      | 117–138   | 2000      |
| As                | Hadrianus                      | 125–138   | 2000      |
| As                | Antoninus Pius                 | 138–161   | 2000      |
| Denarius          | Diva Faustina die Ältere       | 141–161   | 2000      |
| Sestertius        | Faustina die Ältere            | 141–161   | 1982/1983 |
| Sestertius        | Diva Faustina die Ältere       | 141–161   | 1982/1983 |
| As                | Diva Faustina die Jüngere      | 145–180   | 2000      |
| As                | Diva Faustina die Jüngere      | 145–180   | 2000      |
| As                | Diva Faustina die Jüngere      | 145–180   | 2000      |
| Sestertius        | Diva Faustina die Jüngere      | 145–180   | 1958/1959 |
| Sestertius        | Marcus Aurelius/Lucius Verus   | 161–169   | 1982/1983 |
| Sestertius        | Divus Marcus Aurelius          | 177–192   | 2000      |
| Denarius          | Commodus                       | 181       | 2000      |

Eine Datierung der Fundstelle allein auf Grundlage der Münzen lässt sich daher nur grob vornehmen. Die drei flavischen Münzen weisen möglicherweise auf einen Besiedlungsbeginn in dieser Zeit (69–81) hin.

#### Sonstige Funde
Auf die Militaria wurde weiter oben schon eingegangen. Bemerkenswert ist noch das Vorkommen von Steinkohlebrocken und Getreidekörnern. Weist es doch darauf hin, dass beide Warengruppen in Goedereede umgeschlagen worden sein müssen.

### Denkmalschutz
Der Bereich des Vicus und seines Hafens ist als Bodendenkmal (Rijksmonument 45428) im Rijksmonumentenregister eingetragen und auf Grundlage des monumentenwet (Denkmalschutzgesetz) von 1988 unter besonderen Schutz gestellt.